# أنطونيو كاسترو ليال
أنطونيو كاسترو ليال هو محامي وأستاذ جامعي ودبلوماسي وسياسي مكسيكي، ولد في 2 مارس 1896 في ولاية سان لويس بوتوسي في المكسيك، وتوفي في 7 يناير 1981 في مدينة مكسيكو في المكسيك. نشط حزبياً في الحزب الثوري المؤسساتي. وقد انتخب عضو مجلس النواب المكسيك ‏.